# マリ・エル共和国

マリ・エル共和国
Республика Марий Эл
Марий Эл Республика

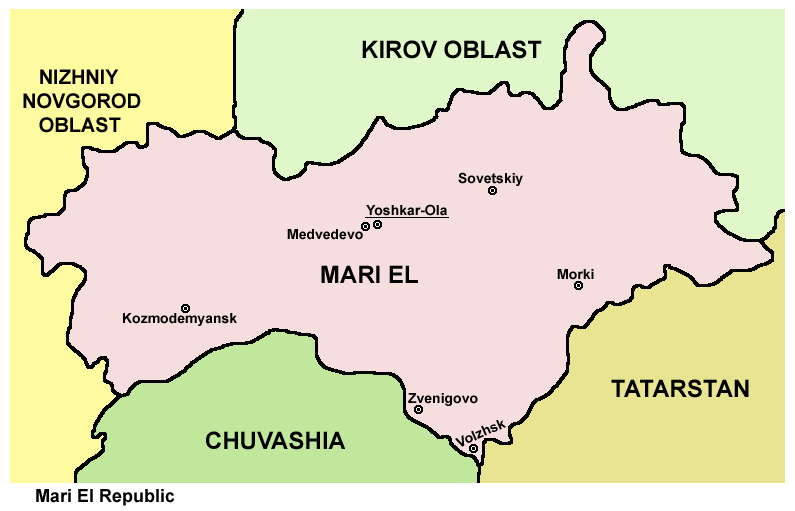

マリ・エル共和国（マリ・エルきょうわこく、ロシア語: Республика Марий Эл、マリ語: Марий Эл Республика）またはマリーエル共和国は、ロシア連邦の連邦構成主体の一つ。
フィン・ウゴル語派種族であるフィン・ヴォルガ系のマリ人（チェレミス人）による民族自治共和国で、沿ヴォルガ連邦管区に所属する。
首都はヨシュカル・オラ。

## 概要
面積は2万3200km²。
人口は68万5865人（2016年1月1日推計）。2002年の国勢調査では72万7979人。うちマリ人は31万2178人（42.9%）、ロシア人は34万5513人（47.5%）、タタール人は4万3377人（6.0%）、チュヴァシ人は7418人（1.0%）。第二次世界大戦後にロシア人がマリ人を上回り、民族別人口の首位に立った。マリ人のうちマリ・エル共和国に住んでいるのは全体の51%に過ぎない。バシコルトスタン共和国には約10万人のマリ人がいる。
元首格の役職名は2011年6月10日より政府議長。

## 標準時

モスクワ時間帯

この地域は、モスクワ時間帯の標準時を使用している。時差はUTC+3時間で、夏時間はない。2011年3月までは標準時がUTC+3、夏時間がUTC+4、同年3月から2014年10月までは通年UTC+4であった。

## 地理
東に向かって流れてきたヴォルガ川が南に向きを変える屈曲部に集中する、フィン・ヴォルガ系民族の自治国の一つ。南にテュルク系のチュヴァシ共和国、東に同じくテュルク系のタタールスタン共和国と接する。

## 歴史
同地域には5世紀頃からマリ人が住んでいたことが確認されており、考古学者たちによってそれ以前からの居住も推定されている。その後はヴォルガ・ブルガールやジョチ・ウルス、1440年代にはカザン・ハン国の領土となったが、1552年にイヴァン4世治下のロシア・ツァーリ国（モスクワ大公国）により征服され、以後ロシア帝国まで長年ロシアの支配を受けた。
ロシア革命によりロシア・ソビエト連邦社会主義共和国が成立した後、1920年に初のマリ人自治エリアとしてマリ自治州が設置された。1921年にはヴォルガ川沿岸地域の深刻な飢饉（en:Russian famine of 1921）や大規模な森林火災（en:1921 Mari wildfires）に苦しめられた。ヨシフ・スターリン時代の1936年12月5日にマリ自治ソビエト社会主義共和国へ昇格した。ソ連末期の1990年に自治共和国から共和国への昇格を宣言し、自称をマリ・エルに改名。1992年からは対外的なロシア語名もマリ・エル共和国に改めた。

## 交通
ヨシュカル・オラから西へ向かう長距離列車は長年、モスクワでの乗り換えが必要だった。2021年12月23日に開催されたロシア連邦大統領ウラジーミル・プーチンの年末記者会見で、地元紙記者がその不便さを質問したところ、ロシア鉄道は5日後の28日にサンクトペテルブルクとの直通夜行列車の運行を始めた。

## その他
ロシア語で"Республика Марийская"（「マリ共和国」の意味）と呼ぶ場合もあり、日本語でもまれにマリ共和国と呼ばれることがある。アフリカのマリ共和国とカタカナで書くと同じ表記になるが、そちらはMaliであるのに対し、ロシアのマリ人はMariであり、語源も意味も異なった名称である。